# Пам'ятник Івану Мазепі (Коломак)
Пам'ятник Івану Мазепі — гетьману (1687—1709), військово-політичному діячу, дипломату, князю (1707). Встановлений в смт Коломак Харківської області, 22 липня 2017 року.

## Опис
Фігура гетьмана встановлена на постаменті. Мазепа зображений гетьманському одязі. Відтворено момент, коли гетьман звертається до козаків, показуючи їм у правій — булаву, яка є символом влади. У лівій руці, опущеній вздовж тіла, тримає свиток з  «Коломацькими статтями». 

## Історія
Пам'ятний знак, у вигляді каменю було встановлено у 2007 році завдяки представникам громадських (козацьких) організацій, місцевої влади та духовенства.
22 липня 2017 року в рамках фестивалю «Гетьманська слава», який проходив у смт Коломак, відбулося відкриття пам'ятника гетьману України, автором якого став відомий харківський скульптор Сейфаддін Гурбанов.